# Dasytropis fragilis
Dasytropis es un género monotípico de plantas con flores perteneciente a la familia Acanthaceae. El género tiene una especie de hierbas, natural del este de Cuba: Dasytropis fragilis Urb.

## Taxonomía
Dasytropis fragilis fue descrita por el botánico alemán, Ignatz Urban y publicado en Repertorium Specierum Novarum Regni Vegetabilis 20: 310, en el año 1924.